# Якимівська сільська рада (Маловисківський район)
| Якимівська сільська рада — колишній орган місцевого самоврядування у Маловисківському районі Кіровоградської області з адміністративним центром у с. Якимівка. Сільській раді підпорядковані населені пункти: - с. Якимівка - с. Андріївка - с. Виноградне - с. Дорофіївка - с. Межове - с. Миропіль - с. Новостанівка |

## Склад ради
Рада складається з 16 депутатів та голови.

### Керівний склад ради
| ПІБ                        | Основні відомості                                                                      | Дата обрання | Дата звільнення |
| -------------------------- | -------------------------------------------------------------------------------------- | ------------ | --------------- |
| Іванов Валерій Вікторович  | Сільський голова, 1956 року народження, освіта, безпартійний                           | 26.03.2006   | 31.10.2010      |
| Федченко Віктор Леонідович | Сільський голова, 1984 року народження, освіта вища, член Комуністичної партії України | 31.10.2010   |                 |

Примітка: таблиця складена за даними джерела

## Населення
Згідно з переписом УРСР 1989 року чисельність наявного населення сільської ради становила 1455 осіб, з яких 611 чоловіків та 844 жінки.
За переписом населення України 2001 року в сільській раді мешкало 727 осіб.

### Мова
Розподіл населення за рідною мовою за даними перепису 2001 року:
| Мова       | Відсоток |
| ---------- | -------- |
| українська | 94,10 %  |
| молдовська | 3,70 %   |
| російська  | 2,19 %   |